# Hentzia vernalis
Hentzia vernalis är en spindelart som först beskrevs av Peckham, Peckham 1893.  Hentzia vernalis ingår i släktet Hentzia och familjen hoppspindlar. Inga underarter finns listade i Catalogue of Life.